# البرنامج الياباني لاستكشاف القمر

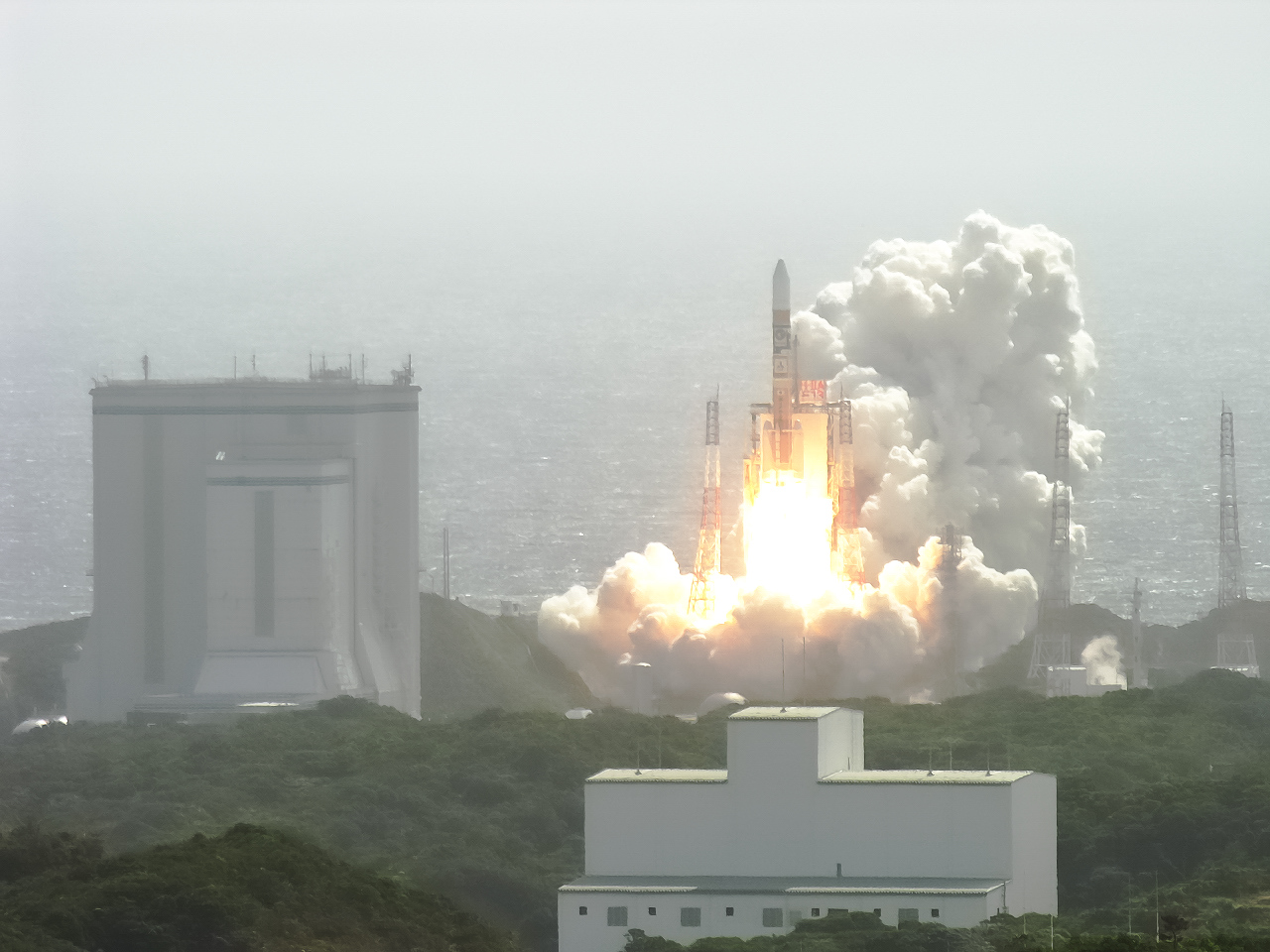
إطلاق الصاروخ الفضائي من نوع H-IIA F13 والذي يحمل مسبار الفضاء الياباني "سيلين/كاغويا".

برنامج إستكشاف القمر (باليابانية:月探査計画؛ تلفظ: تسوكي تانسا كيه كاكو)، هو برنامج ياباني يشمل عدة مهمات مأهولة وغير مأهولة لدراسة القمر، تتبناه منظمة استكشاف الفضاء اليابانية (JAXA) ومعهد علوم الفضاء والفلك التابع لها (ISAS) [الإنجليزية]، وهذا البرنامج هو أحد ثلاث مهمات كبرى لمركز استكشاف الفضاء التابع لمنظمة الفضاء اليابانية (JSPEC)، الهدف الاساسي من البرنامج هو «توضيح أصل وتطور القمر وإمكانية إستخدامه في المستقبل».
المركبة الأولى من البرنامج تمثل مركبة مدارية غير مأهولة تعرف باسم «سيلين/كاغويا» والتي أطلقت فعلاً من مركز تانيغاشيما للفضاء في 14 سبتمبر 2007، بعد عدة تأجيلات للإطلاق، المركبة الثانية «سيلين-2» تمثل أول روبوت متجول ياباني من المقرر أن يحط على القمر بعد عام 2020، كما سيتضمن البرنامج مركبة «سيلين-3» والتي من المفترض أن تعود إلى الأرض حاملةً عينّات من سطح القمر، ومهمة مخططة إلى المريخ لجمع المعلومات من أجل المهمة المأهولة المستقبلية «ميلوس» كجزء من مهمة المريخ الدولية للحصول على العينات وإعادتها [الإنجليزية]، ومركبة إنزال متطورة لإيصال البشر في المستقبل إلى القمر.
الهدف النهائي للبرنامج هو المشاركة في برنامج استيطان القمر الدولي، حيث من الممكن أن تبقى الطواقم اليابانية على سطح القمر لفترات طويلة لأغراض البحث العلمي وإستغلال البيئة القمرية.

## المهمات المكتملة

### سيلين (كاغويا)

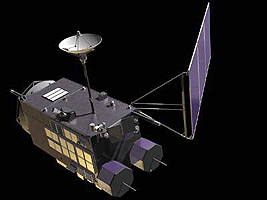
تصميم يبين شكل المسبار "سيلين/كاغويا".

سيلين (بالإنجليزية: SELENE؛ مختصر من: مستكشف جغرافية وهندسة القمر) والملقبة «كاغويا؛Kaguya» على اسم أميرة القمر من قصة فلكلورية يابانية قديمة، وهي ثاني مهمة يابانية إلى القمر إنطلقت في سبتمبر 2007، وتعتبر ثاني أكبر مهمة بعد برنامج ابولو، كما تتضمن المهمة ثلاث مركبات منفصلة: المركبة الاساسية (كاغويا)، وقمر صناعي صغير (أوكينا)، بالإضافة إلى قمر VLBI صناعي (أونا).

## المهمات المستقبلية

### سيلين-2
سيلين-2 [الإنجليزية]، والمعروف بـ «كاغويا-2» أو «سيلين-بي» مهمة تابعة لمهمة كاغويا الأولى، لكنها ستتضمن إحدى أكبر مركبات الإنزال ملحقة بمتجول صغير الحجم، وقد يحتوي المسبار بعض من أجهزة المهمة «لورنار-أي» اليابانية الملغية، بالإضافة إلى قمر صناعي صغير لنقل البيانات.

### سيلين-3
هدف مهمة سيلين-3 هو إعادة عينة بوزن حوالي 100 غرام من تراب القمر إلى الأرض، خطط لإطلاق هذه المهمة عام 2020، لكن نظراً للمشاكل المالية التي تواجهها وكالة الفضاء اليابانية فمن الممكن دمج هذه المهمة مع الوظيفة الثالثة لمركبة «سيلين-اكس».

### سيلين-اكس
سيلين-أكس (بالإنجليزية: SELENE-X)، كان من المقرر إطلاقها في وقت متأخر من عقد "2010" في ضوء مشاركة اليابان في النشاطات البشرية على القمر المتوقعة، ومن المرجح لها أن تؤدي ثلاث وظائف اساسية:
- الوظيفة الأولى: اختبار تقنيات إنشاء وبناء مستوطنات على القمر.
- الوظيفة الثانية: اختبار وعرض القدرات اللوجستية لبناء مركبة إنزال مشتركة لمهمات النقل والمهمات الآلية الخاصة بوكالة الفضاء اليابانية.
- الوظيفة الثالثة: مركبة إنزال آلية متطورة، أو الحصول على العينات من تربة القمر وإعادتها إلى الأرض بما في ذلك كبسولات عودة عالية السرعة.

توجد خيارات أخرى قيد الدراسة وسيتم تحديدها بعد توضيح إستراتيجيات الإستكشاف الدولية.

### ميلوس
ميلوس [الإنجليزية] (بالإنجليزية: MELOS؛ مختصر من: إستكشاف المريخ للبحث عن الحياة والكائنات الحية)، وهي مهمة مخططة إلى كوكب المريخ، تتكون من مركبة مدارية «ميلوس-1» ومركبة إنزال «ميلوس-2» والذي من الممكن أن يكون خلفاً لمسبار المذنبات «سويسي/بلانيت-أي» ومسبار كوكب المريخ "نوزومي/بلانيت-بي [الإنجليزية]" ومسبار كوكب الزهرة «أكاتسوكي/بلانيت-سي»، تمت جدولة إطلاقه عام 2018، إلا أن وكالة الفضاء اليابانية توقفت عن نشر تحديثات عن المهمة منذ عام 2015.

## مهمات ذات علاقة

### هيتين (موسيس-أي)
موسيس-أي (بالإنجليزية:MUSES-A؛ مختصر من: مركبة الهندسة الفضائية المحمولة على صاروخ مو) المسمى «هيتين؛Hiten» هو أول مسبار ياباني مداري يصل مدار القمر، أستخدم لغرض اختبار تقنيات جديدة تتعلق بالتحكم في مدار المركبة وتقنيات نقل البيانات عالية الكفاءة بالإضافة إلى اختبار تقنية المناورة باستخدام الكبح الهوائي، أطلق عام 1991 وبعد إنتهاء مهمته سنة 1993 تم توجييه ليصطدم بسطح القمر ويتحطم.

### لونار-أي
لونار-أي [الإنجليزية] (بالإنجليزية: LUNAR-A)، مَثّل أول مسبار ياباني مخصص لإستكشاف القمر، وكان من المفترض أن يدرس التركيب الداخلي له، حددت وكالة الفضاء اليابانية موعد إطلاقه في عام 2004 إلا أن الموعد تعرض إلى عدة تأجيلات بسبب مشاكل تقنية مما جعل الوكالة تلغي المهمة كلياً عام 2007.

### سليم
سليم [الإنجليزية] (بالإنجليزية: SLIM؛ مختصر من: مركبة الإنزال الذكية لإستكشاف القمر)، الهدف من هذه الرحلة هو تحسين تقنيات الهبوط الناعم، وتقنيات الملاحة السطحية مثل اكتشاف العوائق كالصخور والحفر، من المخطط إطلاق هذه الرحلة عام 2022. وفي 19 يناير 2024 نجح المسبار الفضائي الياباني "سليم" SLIM في محاولته الهبوط على سطح القمر بدقة غير مسبوقة، وفق ما أعلنت وكالة الفضاء اليابانية "جاكسا".